# Donald Dunstan
Pour les articles homonymes, voir Dunstan.
 (décembre 2018).
Donald Beaumont Dunstan (né le 18 février 1923 à Murray Bridge, Australie-Méridionale, et mort le 15 octobre 2011), est un général de corps d'armée (en anglais d'Australie : Lieutenant-General) de l'armée australienne et, du 23 avril 1982 au 5 février 1991, le trentième gouverneur d'Australie-Méridionale. 
Il est officier dans l'armée australienne, sert dans le Pacifique durant la Seconde Guerre mondiale, puis dans la force d'occupation du Commonwealth britannique au Japon après la guerre. Dunstan sert en Corée, notamment comme assistant militaire du commandant en chef des forces du Commonwealth britannique déployées en Corée. Il est commandant des forces australiennes au Viêt Nam en 1971 et 1972, chef du matériel des services de l'armée (1972-1974), commandant des forces terrestres (1974-1977) et chef d'état-major des armées (1977-1982).
Il meurt à 88 ans le 15 octobre 2011

## Distinctions
- Compagnon de l'Ordre d'Australie (1991)
- Chevalier commandeur de l'Ordre de l'Empire britannique (KBE) (1979)
- Compagnon de l'Ordre du Bain (1972)